# 11723 Briankennedy
11723 Briankennedy eller 1998 HT125 är en asteroid i huvudbältet som upptäcktes den 23 april 1998 av LINEAR i Socorro County, New Mexico. Den är uppkallad efter Brian Kennedy.